# Jaroslav Šíp
Jaroslav Šíp (24 de noviembre de 1930 en Checoslovaquia - 6 de noviembre de 2014) es un exjugador checo de baloncesto. Consiguió 4 medallas en competiciones internacionales con Checoslovaquia.